# چو اینهو
چو اینهو (Choe Inho) (کره‌ای: 최인호، ۱۷ اکتبر 1945 – ۲۵ سپتامبر ۲۰۱۳) نویسنده اهل کره جنوبی بود.

## زندگی
چو اینهو در سئول متولد شد، و از گروه ادبیات انگلیسی دانشگاه یونسی فارغ‌التحصیل شد در سال ۱۹۶۷ با داستان کوتاه «شاگرد صبور» (Gyeonseup Hwanja, 견습환자) به عنوان نویسنده شروع به کار کرد و از برندگان مسابقه ادبی بهار جدید با حمایت The Chosun Ilbo انتخاب شد.
چو همچنین در دانشگاه یونسی و دانشگاه کاتولیک کره تدریس می‌کرد. وی در ۲۵ سپتامبر ۲۰۱۳ در سن ۶۸ سالگی درگذشت.
در میان آثار او، بازرگان چوسون (Sangdo، 상도) و امپراتور دریا (Haeshin، 해신) به ترتیب توسط MBC و KBS در سال ۲۰۰۱ و ۲۰۰۴ به شکل درام پخش شد که نه تنها در بین کره ای‌ها بلکه در سراسر جهان محبوبیت پیدا کرد.

### جوایز
«شب آبی عمیق» برنده جایزه ادبی معتبر یی سانگ در کره در سال ۱۹۸۲ شد. همچنین علاوه بر برنده شدن جایزه ادبی یی سانگ، جایزه ادبیات معاصر ۱۹۷۲ (هیوندای مونهاک) را نیز دریافت کرد.

## ترجمه
انگلیسی
- «شب آبی عمیق»، مطبوعات Jimoondang (31 مه ۲۰۰۸)شابک ‎۸۹-۸۸۰۹۵-۶۲-۶
- «برج مورچه‌ها»، شرکت بین‌المللی هولیم (۳۱ دسامبر ۲۰۰۴)شابک ‎۱-۵۶۵۹۱-۲۰۲-۰
- «بوزر»، سرزمین تبعیدشابک ‎۰-۷۶۵۶-۱۸۱۰-۹
- «اتاق مرد دیگری»، داستان مدرن کره ای یک گلچینشابک ‎۰-۲۳۱-۱۳۵۱۲-۲

آلمانی
- جزئیات گروه Literatur Koreanische Literatur 3 (한국문학 사화집 제۳권 -전후 중단편선)، بوویه، ترجمه کو کی سونگ
- Schriftenreihe des Instituts für Koreanische Kultur. جزئیات ۱۹۸۴/۵ (<한>誌 (۸۴٫۵월호) - 한국문학특집호), Institut für Koreanische Kultur
- Schriftenreihe des Instituts für Koreanische Kultur. جزئیات ۱۹۸۴/۷ (<한>誌 (۸۴٫۷월호) - 한국문학특집호), Institut für Koreanische Kultur

ژاپنی
- جزئیات 他人の部屋 (타인의 방)، コールサック (گونی زغال سنگ)社
- جزئیات 夢遊桃源図 (몽유도원도)، コールサック (گونی زغال سنگ)

لهستانی
- جزئیات ماسکی (가면무도회)، Nobilitas

فرانسوی
- Une nuit bleue et profonde (깊고 푸른 밤)، Actes Sud